# Velika nagrada Italije 2018.
 Velika nagrada Italije (Formula 1 Gran Premio Heineken d'Italia 2018) je bila četrnaesta utrka prvenstva Formule 1 2018. Trkači vikend vožen je od 31. kolovoza do 2. rujna na stazi Monza u Italiji, a pobijedio je Lewis Hamilton u Mercedesu.

## Sudionici utrke
| #  | Vozač             | Momčad                           | Šasija            | Motor                             | Guma |
| -- | ----------------- | -------------------------------- | ----------------- | --------------------------------- | ---- |
| 2  | Stoffel Vandoorne | McLaren F1 Team                  | McLaren MCL33     | Renault R.E.18 V6 t h 1.6         | P    |
| 3  | Daniel Ricciardo  | Aston Martin Red Bull Racing     | Red Bull RB14     | TAG Heuer V6 t h 1.6              | P    |
| 5  | Sebastian Vettel  | Scuderia Ferrari                 | Ferrari SF71H     | Ferrari 062 EVO V6 t h 1.6        | P    |
| 7  | Kimi Räikkönen    | Scuderia Ferrari                 | Ferrari SF71H     | Ferrari 062 EVO V6 t h 1.6        | P    |
| 8  | Romain Grosjean   | Haas F1 Team                     | Haas VF-18        | Ferrari 062 EVO V6 t h 1.6        | P    |
| 9  | Marcus Ericsson   | Alfa Romeo Sauber F1 Team        | Sauber C37        | Ferrari 062 EVO V6 t h 1.6        | P    |
| 10 | Pierre Gasly      | Red Bull Toro Rosso Honda        | Toro Rosso STR13  | Honda RA618H V6 t h 1.6           | P    |
| 11 | Sergio Pérez      | Racing Point Force India F1 Team | Force India VJM11 | Mercedes M09 EQ Power+ V6 t h 1.6 | P    |
| 14 | Fernando Alonso   | McLaren F1 Team                  | McLaren MCL33     | Renault R.E.18 V6 t h 1.6         | P    |
| 16 | Charles Leclerc   | Alfa Romeo Sauber F1 Team        | Sauber C37        | Ferrari 062 EVO V6 t h 1.6        | P    |
| 18 | Lance Stroll      | Williams Martini Racing          | Williams FW41     | Mercedes M09 EQ Power+ V6 t h 1.6 | P    |
| 20 | Kevin Magnussen   | Haas F1 Team                     | Haas VF-18        | Ferrari 062 EVO V6 t h 1.6        | P    |
| 27 | Nico Hülkenberg   | Renault Sport Formula One Team   | Renault R.S.18    | Renault R.E.18 V6 t h 1.6         | P    |
| 28 | Brendon Hartley   | Red Bull Toro Rosso Honda        | Toro Rosso STR13  | Honda RA618H V6 t h 1.6           | P    |
| 31 | Esteban Ocon      | Racing Point Force India F1 Team | Force India VJM11 | Mercedes M09 EQ Power+ V6 t h 1.6 | P    |
| 33 | Max Verstappen    | Aston Martin Red Bull Racing     | Red Bull RB14     | TAG Heuer V6 t h 1.6              | P    |
| 35 | Sergej Sirotkin   | Williams Martini Racing          | Williams FW41     | Mercedes M09 EQ Power+ V6 t h 1.6 | P    |
| 44 | Lewis Hamilton    | Mercedes AMG Petronas Motorsport | Mercedes F1 W09   | Mercedes M09 EQ Power+ V6 t h 1.6 | P    |
| 47 | Lando Norris *    | McLaren F1 Team                  | McLaren MCL33     | Renault R.E.18 V6 t h 1.6         | P    |
| 55 | Carlos Sainz      | Renault Sport Formula One Team   | Renault R.S.18    | Renault R.E.18 V6 t h 1.6         | P    |
| 77 | Valtteri Bottas   | Mercedes AMG Petronas Motorsport | Mercedes F1 W09   | Mercedes M09 EQ Power+ V6 t h 1.6 | P    |

* Zamjena, treći vozač

## Izvještaj
Pirelli je za ovu utrku odabrao medium, soft i supersoft gume.

### Treninzi
Cijelo jutro na stazi u Monzi za vrijeme prvog treninga je padala jaka kiša. Do prvog je treninga oslabila, ali uvjeti na stazi su i dalje bili nepovoljni. Jedina promjena u postavi vozača bila je ona u McLarenu. Lando Norris je dobio priliku umjesto Stoffela Vandoornea. Nico Hülkenberg je bio prvi koji je zabilježio vrijeme, dok se Max Verstappen izvrtio na izlasku iz Parabolice, no bez posljedica. Sebastian Vettel je izašao iz bolida 40 minuta prije kraja treninga, a njegovi mehaničari su nakon toga radili na promjeni mjenjača. U međuvremenu se staza sve više sušila, no još uvijek nije bilo vrijeme za gume za suho. Pri kraju treninga na stazu su ponovno izašli Kimi Räikkönen te Force Indijini vozači. Räikkönen je preuzeo vodstvo, no na kraju je ipak najbrži bio Sergio Pérez.
Nakon samo tri minute, drugi slobodni trening na Monzi, bio je prekinut. Marcus Ericsson je izletio sa staze i pritom razbio svoj bolid, a istraga je pokazala da je Šveđaninu ostao otvoren DRS. Sauber je ostatak treninga proveo rješavajući slične probleme na bolidu Charlesa Leclerca koji je nekoliko puta prijavio da mu se krilo ne zatvara kako je predviđeno. Vettel je napravio najbolje vrijeme drugog slobodnog treninga iako je pola sata prije kraja izletio u Parabolici i blago oštetio stražnje krilo svog Ferrarija. Drugi je bio Räikkönen koji je svoj test odradio na soft gumama, dok su na 3. i 4. mjestu bila dva Mercedesa, također na supersoftu kao i Vettel.
Vettel uspio je ostvariti najbrže vrijeme i na posljednjem treningu za VN Italije. Iza njega se smjestio njegov glavni rival Lewis Hamilton sa zaostatkom od osam stotinki. Kao i Ericssonu na drugom slobodnom treningu, Hülkenbergu je također prilikom kruga DRS ostao otvoren, no Nijemac se bez većih problema uspio vratiti u garažu. Zadnjih deset minuta, većina vozača je odvozila simulacije utrke.

### Kvalifikacije
Nakon više-manje promjenjivog i naizgled nepredvidivog vremena tijekom prva tri treninga, prva kvalifikacijska runda je započela po suhoj stazi i bez naznaka kiše. Ferrari se predstavio kao najbrži s obzirom na to da su imali dva najbrža vremena, nekoliko desetinki brža od Mercedesovih vozača. Najveće iznenađenje je bio Sergio Pérez koji je ispao sa samo jednu tisućinku sporijim vremenom od Romaina Grosjeana, a Charles Leclerc u Sauberu je bio još jednu tisućinku sporiji na 17. mjestu. Osim njih, ispali su još Marcus Ericsson, Brendon Hartley i Stoffel Vandoorne.
I druga kvalifikacijska runda je započela zakrčenom stazom i bez kiše koja je bila daleko na radaru. Drugi dio kvalifikacija je bio sličan prvoj rundi s nekoliko širokih prolaza kroz zavoje i jedinim incidentom kada se Valtteri Bottas izvrtio na ulazu u boks. Kada je pozvan na vaganje na ulazu u boks naglo je zakočio preko bare i izgubio stražnji kraj bez većih posljedica. Sebastian Vettel je ponovo bio najbrži i njegova vremena su se popravljala iz kruga u krug, s tim da se sada u sendviču Ferrarija našao Lewis Hamilton drugim najbržim vremenom. U posljednju kvalifikacijsku rundu se plasiralo čak osam različitih momčadi, među kojima je bio i Williams Lancea Strolla, što im je bilo, kako momčadi tako i vozaču, prvi put ove sezone. Ovakvom scenariju su pridonijeli Nico Hülkenberg i Daniel Ricciardo koji su imali kazne na startu za utrku, pa nisu završili niti jedan krug u drugoj kvalifikacijskoj rundi, kao i Fernando Alonso i Kevin Magnussen koji su imali duel u prvom zavoju dok su oboje bili u brzim krugovima, pri čemu su jedan drugome uništili krugove i priliku za prolazak dalje. Osim navedene četvorke, peti vozač koji je ispao je bio Sergej Sirotkin.
U prvom izlasku na stazu u trećoj kvalifikacijskoj rundi, Hamilton je izbio na vrh prvi put tijekom kvalifikacija s novim rekordom staze, a 69 tisućinki sporiji krug je imao Kimi Räikkönen dok je Vettel bio treći sa zaostatkom nešto većim od desetinku. Bottas je bio čak preko pola sekunde iza Hamiltonovog vremena. Tijekom drugog izlaska na stazu sva četvorica su popravila svoje vrijeme. Hamilton je ubrzo popravio svoje vrijeme i izgledalo je kao da je potvrdio prvu poziciju, no Vettel je sjajnim trećim sektorom uspio vratiti lidersku poziciju na nekoliko sekundi dok Räikkönen nije konačno preuzeo pole poziciju. Vettel je na kraju zaostao 0.161 sekundi za Räikkönenom, a Hamilton je bio još 0.014 sekundi sporiji i prvi puta nakon četiri godine nije startao prvi u Monzi.

### Utrka
Na startu utrke, Brendon Hartley se sudario s Marcusom Ericssonom te odustao, dok je Šveđanin nastavio utrku. Sebastian Vettel se na početku utrke borio protiv Kimija Räikkönena i u toj bitci na kočenju za drugu šikanu izgubio je poziciju od Lewisa Hamiltona, a zatim se i sudario s njim, te izvrtio na stazi. Nijemac je oštetio prednje krilo, te pao na zadnje mjesto, dok je Hamilton nastavio utrku na drugom mjestu. Nakon incidenta na stazu je izašao sigurnosni automobil. U četvrtom krugu utrka se nastavila, a Hamilton je odmah pretekao Räikkönena, ali Finac se već u idućem zavoju vratio na vodeće mjesto. U 11. krugu je odustao Fernando Alonso, a za to vrijeme Räikkönen je održavao prednost od 1,1 sekundi ispred Hamiltona. Na trećem i četvrtom mjestu su se nalazili Max Verstappen i Valtteri Bottas. U 14. krugu Vettel je pretekao Sergeja Sirotkina za deseto mjesto i poziciju u bodovima.
Vodeći Räikkönen je u 21. krugu otišao u boks po nove gume, a vratio se na stazu na soft gumama, na četvrtom mjestu iza Hamiltona, Verstappena i Bottasa. Četiri kruga nakon, odustao je Daniel Ricciardo. Australac je na početku obavio promjenu guma i prešao na supersoft, a nakon toga se probijao kroz poredak i pritom par puta oštetio bolid. Najveći incident imao je u borbi s Pierreom Gaslyjem, a dvojac se čak i sudario u prvom zavoju kad se Ricciardo precijenio oko točke kočenja. Nedugo nakon toga izdana je naredba i Gasly se uredno maknuo, ali nije puno pomoglo jer je Ricciardov bolid vrlo brzo nakon toga otkazao poslušnost i zaustavio se u gustom dimu iz stražnjeg dijela. U 28. krugu Hamilton je ušao u boks, te se vratio na soft gumama, iza Räikkönena i ispred Vettela. Već idući krug Vettel je ušao po drugi put u boks, te se vratio na supersoftu, na deseto mjesto. 
U 30. krugu poredak je glasio: Bottas, Räikkönen, Hamilton, Verstappen. Mercedes je nakon toga koristio Bottasa kako bi se Hamilton približio Räikkönenu, koji je gubio sekundu po krugu ne uspijevajući proći Bottasa. U 36. krugu Bottas je otišao u boks, te se vratio iza Verstappena na četvrto mjesto. U 43. krugu je došlo do incidenta između Bottasa i Verstappena. Verstappen ga je zatvorio na kočenju za prvi zavoj u trenutku kad je Bottas bio pokraj njega, te je Finac produžio ravno na izletnu zonu, nakon čega se vratio na stazu. Zbog incidenta su suci dodijelili pet sekundi kazne Verstappenu na konačan rezultat i dva kaznena boda. U sljedećem krugu Hamilton je pretekao Räikkönena u prvom zavoju, te preuzeo vodstvo.
Većih promjena do kraja utrke nije bilo. Iza vodećih se smjestio Romain Grosjean koji je zaradio vrijedne bodove za Haas, no nakon utrke Renault je uložio žalbu na bolid Haasa Romaina Grosjeana. Sudci su zatražili FIA-ine delegate da istraže slučaj, te je na kraju zaključeno kako podnica bolida nije bila u skladu s pravilima Formule 1, te je tako Francuz diskvalificiran s utrke. Grosjeanovom diskvalifikacijom, profitirao je i Sirotkin. Rus je utrku završio na 11. mjestu, ali je zbog Grosjeanove diskvalifikacije na kraju osvojio 10. mjesto, te prvi bod u Formuli 1.

## Najbrža vremena treninga
| Trening    | Vozač            | Konstruktor          | Vrijeme  | Gume | Krugovi |
| ---------- | ---------------- | -------------------- | -------- | ---- | ------- |
| 1. trening | Sergio Pérez     | Force India-Mercedes | 1:34.000 | I    | 18      |
| 2. trening | Sebastian Vettel | Ferrari              | 1:21.105 | SS   | 27      |
| 3. trening | Sebastian Vettel | Ferrari              | 1:20.509 | SS   | 18      |

## Rezultati kvalifikacija
| Poz. | Br. | Vozač             | Konstruktor          | Kvalifikacijska vremena | Kvalifikacijska vremena | Kvalifikacijska vremena | Grid |
| Poz. | Br. | Vozač             | Konstruktor          | Q1                      | Q2                      | Q3                      | Grid |
| ---- | --- | ----------------- | -------------------- | ----------------------- | ----------------------- | ----------------------- | ---- |
| 1.   | 7   | Kimi Räikkönen    | Ferrari              | 1:20.722                | 1:19.846                | 1:19.119                | 1.   |
| 2.   | 5   | Sebastian Vettel  | Ferrari              | 1:20.542                | 1:19.629                | 1:19.280                | 2.   |
| 3.   | 44  | Lewis Hamilton    | Mercedes             | 1:20.810                | 1:19.798                | 1:19.294                | 3.   |
| 4.   | 77  | Valtteri Bottas   | Mercedes             | 1:21.381                | 1:20.427                | 1:19.656                | 4.   |
| 5.   | 33  | Max Verstappen    | Red Bull-TAG Heuer   | 1:21.381                | 1:20.333                | 1:20.615                | 5.   |
| 6.   | 8   | Romain Grosjean   | Haas-Ferrari         | 1:21.887                | 1:21.239                | 1:20.936                | 6.   |
| 7.   | 55  | Carlos Sainz      | Renault              | 1:21.732                | 1:21.552                | 1:21.041                | 7.   |
| 8.   | 31  | Esteban Ocon      | Force India-Mercedes | 1:21.570                | 1:21.315                | 1:21.099                | 8.   |
| 9.   | 10  | Pierre Gasly      | Toro Rosso-Honda     | 1:21.834                | 1:21.667                | 1:21.350                | 9.   |
| 10.  | 18  | Lance Stroll      | Williams-Mercedes    | 1:21.838                | 1:21.494                | 1:21.627                | 10.  |
|      |     |                   |                      |                         |                         |                         |      |
| 11.  | 20  | Kevin Magnussen   | Haas-Ferrari         | 1:21.783                | 1:21.669                |                         | 11.  |
| 12.  | 35  | Sergej Sirotkin   | Williams-Mercedes    | 1:21.813                | 1:21.732                |                         | 12.  |
| 13.  | 14  | Fernando Alonso   | McLaren-Renault      | 1:21.850                | 1:22.568                |                         | 13.  |
| 14.  | 27  | Nico Hülkenberg   | Renault              | 1:21.801                | —                       |                         | 20.1 |
| 15.  | 3   | Daniel Ricciardo  | Red Bull-TAG Heuer   | 1:21.280                | —                       |                         | 19.2 |
|      |     |                   |                      |                         |                         |                         |      |
| 16.  | 11  | Sergio Pérez      | Force India-Mercedes | 1:21.888                |                         |                         | 14.  |
| 17.  | 16  | Charles Leclerc   | Sauber-Ferrari       | 1:21.889                |                         |                         | 15.  |
| 18.  | 28  | Brendon Hartley   | Toro Rosso-Honda     | 1:21.934                |                         |                         | 16.  |
| 19.  | 9   | Marcus Ericsson   | Sauber-Ferrari       | 1:22.048                |                         |                         | 18.3 |
| 20.  | 2   | Stoffel Vandoorne | McLaren-Renault      | 1:22.085                |                         |                         | 17.  |

- ^1  – Nico Hülkenberg je dobio 40 mjesta kazne na gridu, 10 mjesta zbog uzrokovanja sudara na prošloj VN Belgije i 30 mjesta zbog promjene elemenata pogonske jedinice.[10]
- ^2  – Daniel Ricciardo je dobio 30 mjesta kazne zbog promjene elemenata pogonske jedinice.[11]
- ^3  – Marcus Ericsson je dobio 10 mjesta kazne zbog promjene motora.

## Rezultati utrke
| Poz. | Br. | Vozač             | Konstruktor          | Krugovi | Vrijeme / Razlog odustajanja | Grid | Bodovi |
| ---- | --- | ----------------- | -------------------- | ------- | ---------------------------- | ---- | ------ |
| 1.   | 44  | Lewis Hamilton    | Mercedes             | 53      | 1:16:54.484                  | 3.   | 25     |
| 2.   | 7   | Kimi Räikkönen    | Ferrari              | 53      | +8.705                       | 1.   | 18     |
| 3.   | 77  | Valtteri Bottas   | Mercedes             | 53      | +14.066                      | 4.   | 15     |
| 4.   | 5   | Sebastian Vettel  | Ferrari              | 53      | +16.151                      | 2.   | 12     |
| 5.   | 33  | Max Verstappen    | Red Bull-TAG Heuer   | 53      | +18.2081                     | 5.   | 10     |
| Dkv. | 8   | Romain Grosjean   | Haas-Ferrari         | 53      | +56.3202                     | 6.   |        |
| 6.   | 31  | Esteban Ocon      | Force India-Mercedes | 53      | +57.761                      | 8.   | 8      |
| 7.   | 11  | Sergio Pérez      | Force India-Mercedes | 53      | +58.678                      | 14.  | 6      |
| 8.   | 55  | Carlos Sainz      | Renault              | 53      | +1:18.140                    | 7.   | 4      |
| 9.   | 18  | Lance Stroll      | Williams-Mercedes    | 52      | +1 krug                      | 10.  | 2      |
| 10.  | 35  | Sergej Sirotkin   | Williams-Mercedes    | 52      | +1 krug                      | 12.  | 1      |
| 11.  | 16  | Charles Leclerc   | Sauber-Ferrari       | 52      | +1 krug                      | 15.  |        |
| 12.  | 2   | Stoffel Vandoorne | McLaren-Renault      | 52      | +1 krug                      | 17.  |        |
| 13.  | 27  | Nico Hülkenberg   | Renault              | 52      | +1 krug                      | 20.  |        |
| 14.  | 10  | Pierre Gasly      | Toro Rosso-Honda     | 52      | +1 krug                      | 9.   |        |
| 15.  | 9   | Marcus Ericsson   | Sauber-Ferrari       | 52      | +1 krug                      | 18.  |        |
| 16.  | 20  | Kevin Magnussen   | Haas-Ferrari         | 52      | +1 krug                      | 11.  |        |
| Odu. | 3   | Daniel Ricciardo  | Red Bull-TAG Heuer   | 23      | Kvačilo                      | 19.  |        |
| Odu. | 14  | Fernando Alonso   | McLaren-Renault      | 9       | Elektronika                  | 13.  |        |
| Odu. | 28  | Brendon Hartley   | Toro Rosso-Honda     | 0       | Sudar                        | 16.  |        |

- ^1  – Max Verstappen je utrku završio na 3. mjestu, ali je dobio 5 sekundi kazne zbog incidenta s Valtterijem Bottasom.
- ^2  – Romain Grosjean je utrku završio na 6. mjestu, ali je poslije utrke diskvalificiran zbog ilegalne podnice.[12]

| Najbrži krug utrke | Lewis Hamilton 1:22.497                                                                                            |
| Vodstvo u utrci    | Kimi Räikkönen (1-19) Lewis Hamilton (20-28) Valtteri Bottas (29-35) Kimi Räikkönen (36-44) Lewis Hamilton (45-53) |

## Zanimljivosti

### Vozači
- 68. pobjeda za Lewisa Hamiltona.
- 18. najbolja startna pozicija za i 100. postolje za Kimija Räikkönena.
- 28. postolje za Valtterija Bottasa.
- Prvi bodovi za Sergeja Sirotkina.

### Konstruktori
- 219. najbolja startna pozicija za Ferrari.
- 82. pobjeda za Mercedes.

## Poredak nakon 14 od 21 utrke
| Pozicija | Pozicija | Vozač             | Bodovi |
| -------- | -------- | ----------------- | ------ |
| 1.       | 1.       | Lewis Hamilton    | 256    |
| 2.       | 2.       | Sebastian Vettel  | 226    |
| 3.       | 3.       | Kimi Räikkönen    | 164    |
| 4.       | 4.       | Valtteri Bottas   | 159    |
| 5.       | 5.       | Max Verstappen    | 130    |
| 6.       | 6.       | Daniel Ricciardo  | 118    |
| 7.       | 7.       | Nico Hülkenberg   | 52     |
| 8.       | 8.       | Kevin Magnussen   | 49     |
| 9.       | 1        | Sergio Pérez      | 46     |
| 10.      | 1        | Esteban Ocon      | 45     |
| 11.      | 2        | Fernando Alonso   | 44     |
| 12.      | 12.      | Carlos Sainz      | 34     |
| 13.      | 13.      | Pierre Gasly      | 28     |
| 14.      | 14.      | Romain Grosjean   | 27     |
| 15.      | 15.      | Charles Leclerc   | 13     |
| 16.      | 16.      | Stoffel Vandoorne | 8      |
| 17.      | 1        | Lance Stroll      | 6      |
| 18.      | 1        | Marcus Ericsson   | 6      |
| 19.      | 19.      | Brendon Hartley   | 2      |
| 20.      | 20.      | Sergej Sirotkin   | 1      |

| Pozicija | Pozicija | Konstruktor          | Bodovi |
| -------- | -------- | -------------------- | ------ |
| 1.       | 1.       | Mercedes             | 415    |
| 2.       | 2.       | Ferrari              | 390    |
| 3.       | 3.       | Red Bull-TAG Heuer   | 248    |
| 4.       | 4.       | Renault              | 86     |
| 5.       | 5.       | Haas-Ferrari         | 76     |
| 6.       | 6.       | McLaren-Renault      | 52     |
| 7.       | 2        | Force India-Mercedes | 32     |
| 8.       | 1        | Toro Rosso-Honda     | 30     |
| 9.       | 1        | Sauber-Ferrari       | 19     |
| 10.      | 10.      | Williams-Mercedes    | 7      |

| Prethodna utrka              | Formula 1 – sezona 2018. | Sljedeća utrka                 |
| ---------------------------- | ------------------------ | ------------------------------ |
| Velika nagrada Belgije 2018. | Formula 1 – sezona 2018. | Velika nagrada Singapura 2018. |

## Vanjske poveznice
- 2018 Italian Grand Prix StatsF1